# 23 minuty po północy
23 minuty po północy – piąty album studyjny polskiego rapera Kafara. Wydawnictwo ukazało się 12 marca 2021 nakładem wytwórni muzycznej Step Records w dystrybucji Step Hurt.
Album jest utrzymany w stylu muzyki hip-hop. Składa się z wersji standardowej (1 CD).
Płyta dotarła do 3. miejsca polskiej listy sprzedaży – OLiS.

## Lista utworów
Opracowano na podstawie materiału źródłowego.
| 23 minuty po północy – Wersja standardowa | 23 minuty po północy – Wersja standardowa                           | 23 minuty po północy – Wersja standardowa |
| Nr                                        | Tytuł utworu                                                        | Długość                                   |
| ----------------------------------------- | ------------------------------------------------------------------- | ----------------------------------------- |
| 1.                                        | „Intro”                                                             | 0:55                                      |
| 2.                                        | „23 minuty po północy”                                              | 2:42                                      |
| 3.                                        | „Trash talk”                                                        | 2:46                                      |
| 4.                                        | „Hayabusa”                                                          | 3:55                                      |
| 5.                                        | „Za tych co nie mogą” (oraz Paluch)                                 | 4:11                                      |
| 6.                                        | „Coś o mnie i o Tobie”                                              | 4:08                                      |
| 7.                                        | „Crusher”                                                           | 3:18                                      |
| 8.                                        | „Nie bój się”                                                       | 4:18                                      |
| 9.                                        | „Zabiorę Ci wszystko”                                               | 2:59                                      |
| 10.                                       | „Gdzie Twój dom”                                                    | 2:26                                      |
| 11.                                       | „Parkour” (oraz Bezczel, Vin Vinci, Epis DYM KNF, Dawid Obserwator) | 3:36                                      |
| 12.                                       | „Tylko dla Twoich oczu” (oraz Louis Villain)                        | 3:14                                      |
| 13.                                       | „Dalej pójdę sam”                                                   | 2:58                                      |
| 14.                                       | „Outro”                                                             | 1:39                                      |
|                                           |                                                                     | 43:05                                     |

## Pozycja na liście sprzedaży

### Pozycja na liście tygodniowej
| Kraj   | Lista (2021)  | Najwyższa pozycja |
| ------ | ------------- | ----------------- |
| Polska | OLiS – albumy | 3                 |